# Ruhr International
Das Festival Ruhr International – Das Festival der Kulturen findet seit 2012 in und an der Jahrhunderthalle in Bochum statt. Es ist das Nachfolgefestival des Festivals Kemnade International. 

## Geschichte
Das Festival Kemnade International war ein Musik- und Kulturfestival, das von 1974 bis 2009 regelmäßig auf der Wasserburg Kemnade in Hattingen stattfand. Ziel des Festivals war es, ausländische Arbeitnehmer in Deutschland einzubinden. Vermutlich war es das erste Festival in Deutschland, das „Gastarbeiter“ beteiligte. Es fanden über die Jahre 20 Veranstaltungen statt. 
Im Kulturhauptstadtjahr Ruhr.2010 fand das Festival nicht in der Wasserburg, sondern unter dem Namen „3 Ufer – 1 Fest“ am nahe gelegenen Kemnader Stausee statt. Aufgrund von Sicherheitsauflagen für Veranstaltungen nach dem Unglück bei der Loveparade 2010 im Kulturhauptstadtjahr konnte das Festival nicht mehr in der Wasserburg stattfinden.
Die Nachfolge-Veranstaltung Ruhr International – Das Festival der Kulturen fand 2012 das erste Mal an und in der Jahrhunderthalle statt. Es wurde kein Eintritt mehr erhoben. Die Festivals hatten rund 16.500 bis 20.000 Besucher. Die Veranstalter waren das Kulturzentrum Bahnhof Langendreer, in Kooperation mit dem Kulturamt der Stadt Bochum und der Veranstaltungsagentur der Jahrhunderthalle Bochum.
Bei dem Festival Ruhr International im Jahr 2024 soll an die Gründung von Kemnade International vor 50 Jahren erinnert werden.

## Liste der Festivals Ruhr International
| Nr. | Datum                 | Teilnehmer | Notiz | Quellen       |
| --- | --------------------- | ---------- | --- | ------------- |
| 1.  | 26. und 27. Mai 2012  | 16.500     | | [ 6 ]         |
| 2.  | 24. und 25. Mai 2014  | 20.000     | | [ 6 ] [ 8 ]   |
| 3.  | 14. und 15. Mai 2016  |            | | [ 9 ]         |
| 4.  | 16. und 17. Juni 2018 |            | Mit Pat Thomas, Dave Davis | [ 10 ]        |
|     | 2020                  |            | Ausfall wegen der Corona-Pandemie |               |
|     | 1. bis 3. Juli 2021   | 1.050      | Konzerte als Ersatz für das ausgefallene Ruhr International 2020 in der Freilichtbühne Wattenscheid. Mit Danko Rabrenović, Senay Duzcu, Tamika Campbell und Il Civetto. | [ 5 ]         |
| 5.  | 28. und 29. Mai 2022  |            | Mit Akua Naru. | [ 11 ] [ 12 ] |
| 6.  | 25. und 26. Mai 2024  |            | Mit geplanten Jubiläumsveranstaltungen zu dem Jahrestag von 50 Jahre Kemnade International.                                                                             | [ 13 ]        |